# Passiflora insignis
Passiflora insignis je biljka iz porodice Passifloraceae. Raste u Boliviji.

## Sinonimi
- Passiflora callimorpha Harms
- Tacsonia insignis Mast.